# Белая (приток Обвы)
Белая — река в России, протекает в Сивинском районе Пермского края. Устье реки находится в 221 км по левому берегу реки Обва. Длина реки составляет 11 км.
Исток реки на Верхнекамской возвышенности в лесном массиве неподалёку от границы с Кировской областью. Река течёт на юго-восток и юг, всё течение проходит по ненаселённому лесу.

## Данные водного реестра
По данным государственного водного реестра России относится к Камскому бассейновому округу, водохозяйственный участок реки — Кама от города Березники до Камского гидроузла, без реки Косьва (от истока до Широковского гидроузла), Чусовая и Сылва, речной подбассейн реки — бассейны притоков Камы до впадения Белой. Речной бассейн реки — Кама.
По данным геоинформационной системы водохозяйственного районирования территории РФ, подготовленной Федеральным агентством водных ресурсов:
- Код водного объекта в государственном водном реестре — 10010100912111100009233
- Код по гидрологической изученности (ГИ) — 111100923
- Код бассейна — 10.01.01.009
- Номер тома по ГИ — 11
- Выпуск по ГИ — 1